# Embrace/slug and soul
「embrace / slug and soul」（エンブレス/スラッグ・アンド・ソウル）はavex traxから1998年11月5日発売されたTRF22枚目シングル。

## 解説
1998年5作目シングル。「embrace」はTBS系ドラマ『仮面の女』主題歌。「slug and soul」は花王「ラビナス」CMソング。両A面シングル。

## 収録曲
1. embrace（作詞：工藤順子　作曲・編曲：菊池一仁）
2. slug and soul（作詞・作曲：DJ KOO　編曲：DJ KOO・TAKAHIRO TASHIRO）
3. embrace　[Instrumental]
4. slug and soul　[Instrumental]

## 収録アルバム
embrace
- 『LOOP＃1999』
※ Swing Out Remixとして収録
- 『TRF 20TH Anniversary COMPLETE SINGLE BEST』

slug and soul
- 『LOOP＃1999』